# Европейски колеж по икономика и управление
Европейското висше училище по икономика и мениджмънт (съкратено ЕВУИМ) в Пловдив е създадено като Европейски колеж по икономика и управление (съкратено ЕКИУ) по решение на Народното събрание от 18 септември 2001 г. Член е на Асоциацията на частните висши училища в България. Преобразувано е в специализирано висше училище и преименувано с решение на Народното събрание от 21 май 2015 г.

## Структура
Ръководство:
- директор – проф. д-р Мариана Михайлова, доктор по икономика;
- ректор – доц. д-р Цветан Колев, доктор по икономика;
- заместник-ректор – проф. д-р Мария Капитанова, доктор по математика.

Обучението се провежда от академичния състав, организиран в 2 катедри:
- Катедра „Икономика“, специалности „Корпоративна икономика“ и „Счетоводство и контрол“.
- Катедра „Управление“, специалности „Мениджмънт на туристически услуги“, „Публична администрация“ и „Бизнес администрация“.

Випускниците на Колежа завършват с диплома за висше образование с образователно-квалификационна степен „професионален бакалавър“. Тези от тях, които желаят да продължат образованието си, могат учат за образователно-квалификационните степени:
- „магистър“ в Пловдивския университет „Паисий Хилендарски“ (ПУ) или
- „бакалавър“ в ПУ и в други висши училища в страната и чужбина, в зависимост от конкретните условия на приемащите училища.

## Други
ЕКИУ насърчава своите отлични студенти с ежемесечни стипендии по 120 лева.
Всеки семестър Колежът организира краткосрочни бизнес семинари в страни от Европейския съюз. Студентите могат да участват в летни езикови курсове във Франция и Гърция, както и в летни международни бригади във Великобритания, Швейцария и САЩ.
Висшето училище има своя фитнес зала и предоставя възможности за спортуване по различни дисциплини – аеробика, плуване, ски и тенис. Футболният отбор на Колежа е член на Асоциацията за университетски спорт и участва ежегодно в държавното университетско първенство.

## За контакти
Европейско висше училище по икономика и мениджмънт, Пловдив 4004, ул. „Задруга“ № 18, уебсайт www.ecem.org.
- Учебен отдел – тел. 032-672 362, 089-5441813; факс 032-672362; имейл info@ecem.org, students@ecem.org.
- Отдел „Проекти“ – тел. 032-677004, 089-5441812, 089-5441854; факс 032-677004; имейл office@ecem.org.
- Център за перманентно обучение, гр. София, ж.к. „Дружба 1“, гара Искър, ул. „5006“ № 2; тел./факс 02-9732877, Надка Янкова.